# Diplahan
Diplahan é um município de  terceira classe de renda municipal (d) na província Zamboanga Sibugay, nas Filipinas. De acordo com o censo de 1 de maio de 2020 possui uma população de 32 585 pessoas e 7 370 domicílios.